# Habrosyne scripta
Habrosyne scripta là một loài bướm đêm thuộc họ Drepanidae. Nó được tìm thấy ở miền nam Canada và miền bắc Hoa Kỳ, from Labrador to đảo Vancouver, phía nam in the Appalachians, Ozarks và dãy núi Rocky tới North Carolina và Mississippi và phía nam ở phía tây đến Arizona.
Sải cánh dài 30–39 mm. Con trưởng thành bay từ tháng 5 đến tháng 8. Có hai lứa trưởng thành một năm.
Ấu trùng ăn lá của Rubus (bao gồm Black Raspberry và Purple-flowering Raspberry).